# Lehtoniemi (Unternehmen)

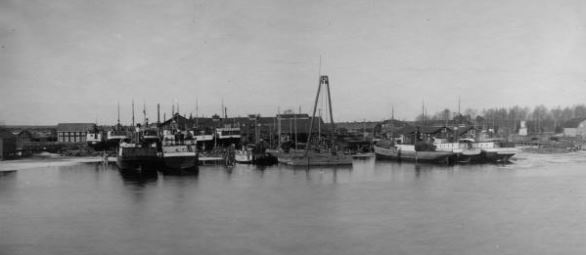
Die Lehtoniemi-Werft

Oy Lehtoniemi Ab war eine finnische Werkstatt und ein Schiffbauunternehmen, das von 1902 bis 1930 tätig war. Die Werft befand sich im Ort Lehtoniemi (Joroinen) in der Provinz Mikkeli am See Saimaa.
Das Unternehmen wurde von Freiherr Carolus Wrede gegründet, um den Betrieb des zuvor bankrottgegangenen Unternehmers Tehtaat Lehtoniemi & Taipale Fabriker fortzusetzen. Er nahm das Geschäft unter dem alten Namen wieder auf. Wrede investierte in die Einrichtungen und das Geschäft florierte wieder. Die Unternehmensform wurde 1917 in eine Gesellschaft mit beschränkter Haftung Oy Lehtoniemi Ab geändert und die Eigentumsbasis erweitert.
Das Portfolio bestand aus Schiffen, Dampfkesseln, Dampfmaschinen und Pumpen. Ein großer Teil der Kunden stammte aus dem Russischen Reich und später aus der Sowjetunion.
Oy Lehtoniemi Ab wurde 1930 eingestellt und seine Anlagen an die A. Ahlström Oy verkauft. Die Fabrik wurde im Jahr 1951 geschlossen.

## Hintergrund
Die Geschichte des Schiffbaus bei Lehtoniemi begann in den achtziger Jahren des 19. Jahrhunderts, als Ingenieur Torsten Forstén ein Grundstück kaufte und zusammen mit seinem Geschäftspartner Albert Krank begann, Schiffe zu bauen. Krank hatte sein Geschäft bereits 1886 in einem gemieteten Gebiet in der Nähe des Kanals von Taipale aufgenommen. Der Firmenname lautete Tehtaat Lehtoniemi & Taipale Fabriker. Das erste Schiff namens Salmi wurde 1889 fertiggestellt. Im folgenden Jahr wurden zwei weitere Schiffe, Suvas und Kalla, für denselben Kunden gebaut. Die Qualität war hoch und der Auftragseingang erhöhte sich. Forstén verließ das Unternehmen 1892, woraufhin Krank das Unternehmen allein führte. Er war ein innovativer und begeisterter Ingenieur, der viele Patente erhielt. Ein großer Teil der Produktion ging nach Russland. Im Jahr 1896 baute das Unternehmen einen Raddampfer für einen in Moskau ansässigen Kunden und den Eisbrecher Jermak, der nach Wladiwostok ging. Beide Schiffe wurden in Teilen geliefert und in Russland montiert, weil sie zu groß waren, um in den Saimaa-Kanal zu passen.
Das Unternehmen baute auch eine eigene Flotte, die etwa zehn Schiffe umfasste. Die Schiffe transportierten Fracht und zogen Schleppkähne sowie Baumstämme.
Das Unternehmen ging 1901 aufgrund einer wirtschaftlichen Rezession bankrott und Krank starb im folgenden Jahr.

## Wiederherstellung
Das Grundstück wurde am 15. September 1902 von Freiherr Carolus Wrede gekauft. Er nahm den Betrieb unter demselben Namen, Tehtaat Lehtoniemi & Taipale Fabriker, wieder auf. Wrede ernannte den Ingenieur Harald Staffans zum Technischen Manager und investierte in die Modernisierung der Anlage. Anschließend erlebte die Werft einen neuen Aufschwung. 1910 wurde eine neue Rollenslipanlage mit einer Winde fertiggestellt. 1914 folgte eine große, modern ausgestattete Werkstatt für Kesselbau. Das auf der Werft verbaute Holz wurde in einem eigenen Sägewerk gesägt.
Der Transport des Rohmaterials erfolgte auf dem Wasserweg, jedoch in den Wintermonaten mit Pferden vom Bahnhof Pieksämäki. Der Transport wurde einfacher, als 1913 eine Eisenbahnlinie nach Varkaus fertiggestellt und in Lehtoniemi eine Haltestelle gebaut wurde.

## Erweiterung der Eigentümerbasis
In den 1910er-Jahren lief das Geschäft gut, da aber Produktion und Material viel Kapital banden, war das Unternehmen anfällig für wirtschaftliche Abschwünge. Die Reduzierung der Bestellungen der Kaiserlich Russischen Armee als bedeutendstem Kunden führte zu Schwierigkeiten. Die Gesellschaftsform wurde am 15. Januar 1917 unter dem Namen Oy Lehtoniemi Ab in eine Gesellschaft mit beschränkter Haftung umgewandelt. Ein Teil der Anteile wurde an den Sankt Petersburger Geschäftsmann Harald Lundsten und Emissioni Oy verkauft. Die Einrichtungen konnten nunmehr weiter modernisiert werden. Die Kompressoranlage, die im Sommer 1922 installiert wurde, erhöhte die Produktivität, und 1927 folgte eine neue Schreinerei. Das Unternehmen erhielt mehr Aufträge und die Produktion erreichte die Ziele.
1925 waren die Firmeninhaber Liittopankki Oy mit 45 %, Kansallis-Osake-Pankki (28 %) und Wilhelm Wahlforss (17 %). Im Jahr 1928 war der Besitzanteil von Liittopankki auf 51 % gestiegen.

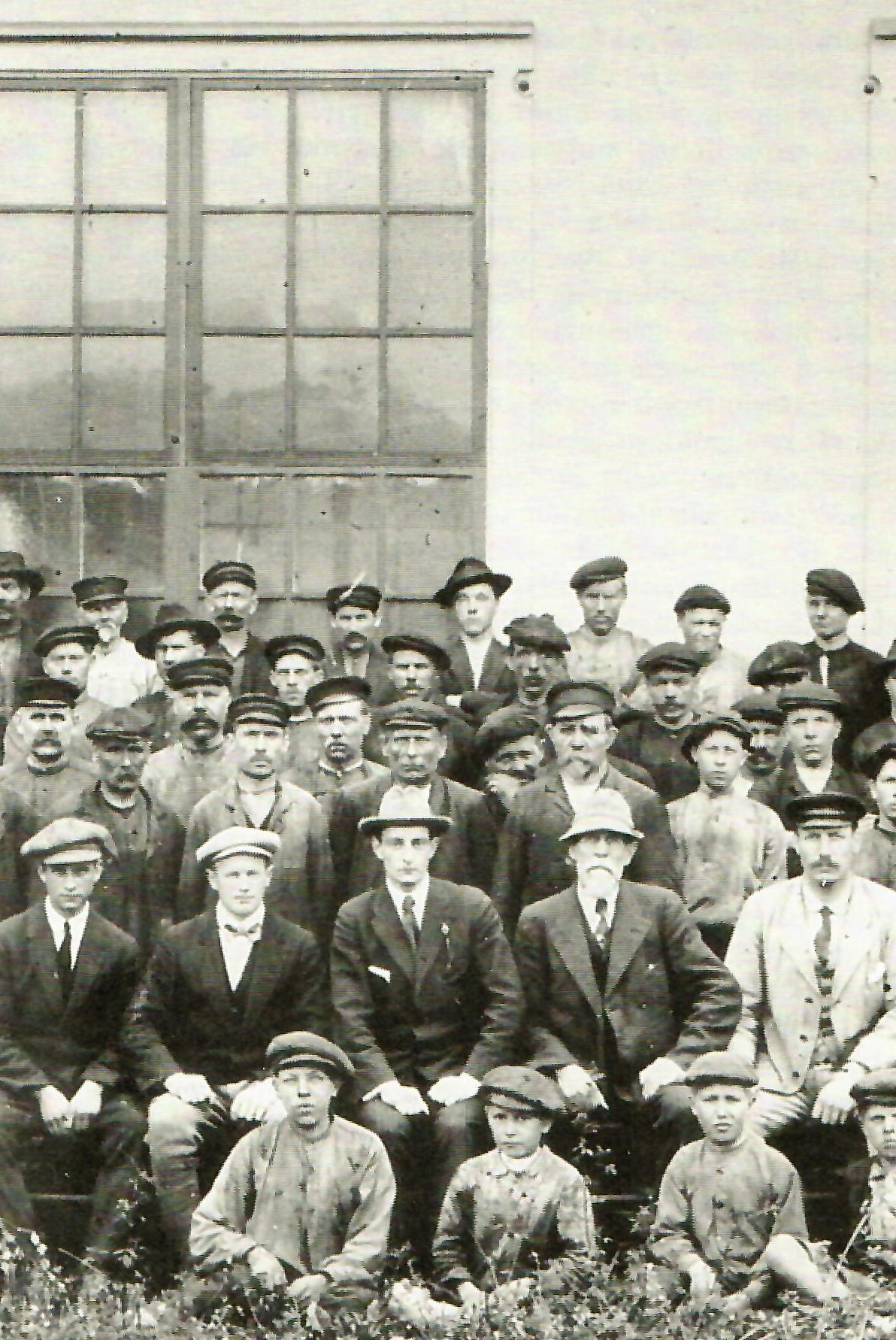
Lehtoniemi-Mitarbeiter zusammen mit Manager Wilhelm Wahlforss in den frühen 1920er-Jahren

## Die Manager
Die folgenden Ingenieure arbeiteten als Lehtoniemi-Geschäftsführer.
| 1905–1912 | Fredrik Borg      | Fredrik Borg      | Fredrik Borg      |
| 1912–1914 | A. Åkerman        | A. Åkerman        | A. Åkerman        |
| 1914–1916 | Rabbe Wrede       | Rabbe Wrede       | Rabbe Wrede       |
| 1917–1921 | Armas Nikander    | Armas Nikander    | Armas Nikander    |
| 1921–1925 | Wilhelm Wahlforss | Wilhelm Wahlforss | Wilhelm Wahlforss |
| 1925–1928 | T.W. Runeberg     | T.W. Runeberg     | T.W. Runeberg     |
| 1928–1929 | Martin Dahlberg   | Martin Dahlberg   | Martin Dahlberg   |

## Belegschaft
Um die Fabrik wuchs eine Gemeinschaft von Arbeitern. Die Anzahl der Arbeiter variierte je nach Arbeitsbelastung. Die größte Anzahl der Arbeiter war über 600. Viele der Arbeiter lebten in ihren eigenen oder in nahegelegenen Häusern. Anfangs gab es sieben Häuser mit Fabrikwohnungen, später wurden weitere gebaut. Wie damals üblich, kümmerte sich die Fabrik um die Arbeiter und ihre Familien. Die Arbeiter hatten eine Krankenkasse, eine Bibliothek und einen Lesesaal. Die Arbeiterkinder konnten zur Schule des Unternehmens gehen. Auch Freizeitaktivitäten blühten: Die Arbeiter hatten einen Chor, ein Blechbläserquartett und eine Turnergruppe.
Der Lehtoniemi-Arbeiterverein wurde 1904 gegründet. Die Vereinigung war von Anfang an aktiv und wurde auch Mitglied von Varkaus, wo die örtliche A. Ahlström-Werksleitung keine Arbeiterbewegung tolerierte. Der Verein plante den Bau eines Gemeindesaals, das Projekt wurde jedoch wegen eines Streiks am 20. April 1906 abgebrochen. Der Streik endete bald, da ein großer Teil der Arbeiter den Streik brach und damit nicht arbeitslos wurde. Die markante Aktion hat die Arbeitergemeinschaft lange geschwächt.

## Produktionsende
Ende der 1920er-Jahre war das Unternehmen von einer Rezession betroffen und wurde 1929 eingestellt. Die gesamte Produktion einschließlich der Albert-Krank-Ära umfasste 205 Schiffe für die Küsten- und Binnenschifffahrt, wobei der größte der Hafeneisbrecher Suursaari war. Fast die Hälfte der Produktion wurde an das imperiale Russland und die Sowjetunion verkauft. Andere Produkte als Schiffe waren 360 Dampfkessel, ungefähr 350 Dampfmaschinen verschiedener Größen und eine Reihe von Bergungspumpen, Dampfwinden und Warpingwinden.
Die Lehtoniemi-Anlagen wurden im folgenden Jahr von der A. Ahlström Oy übernommen. In den Anlagen wurden verschiedene Kleinteile hergestellt. In den 1940er-Jahren waren es hauptsächlich Artikel zur Schalldämmung und die Fabrik wurde Ääniteknillinen tehdas („Akustikfabrik“) genannt. In der Fabrik wurden Türen, Fenster, Bauplatten, Möbel, Boote und deren Bausätze hergestellt. 1965 wurde die Fabrik endgültig geschlossen.

## Schiffsgalerie

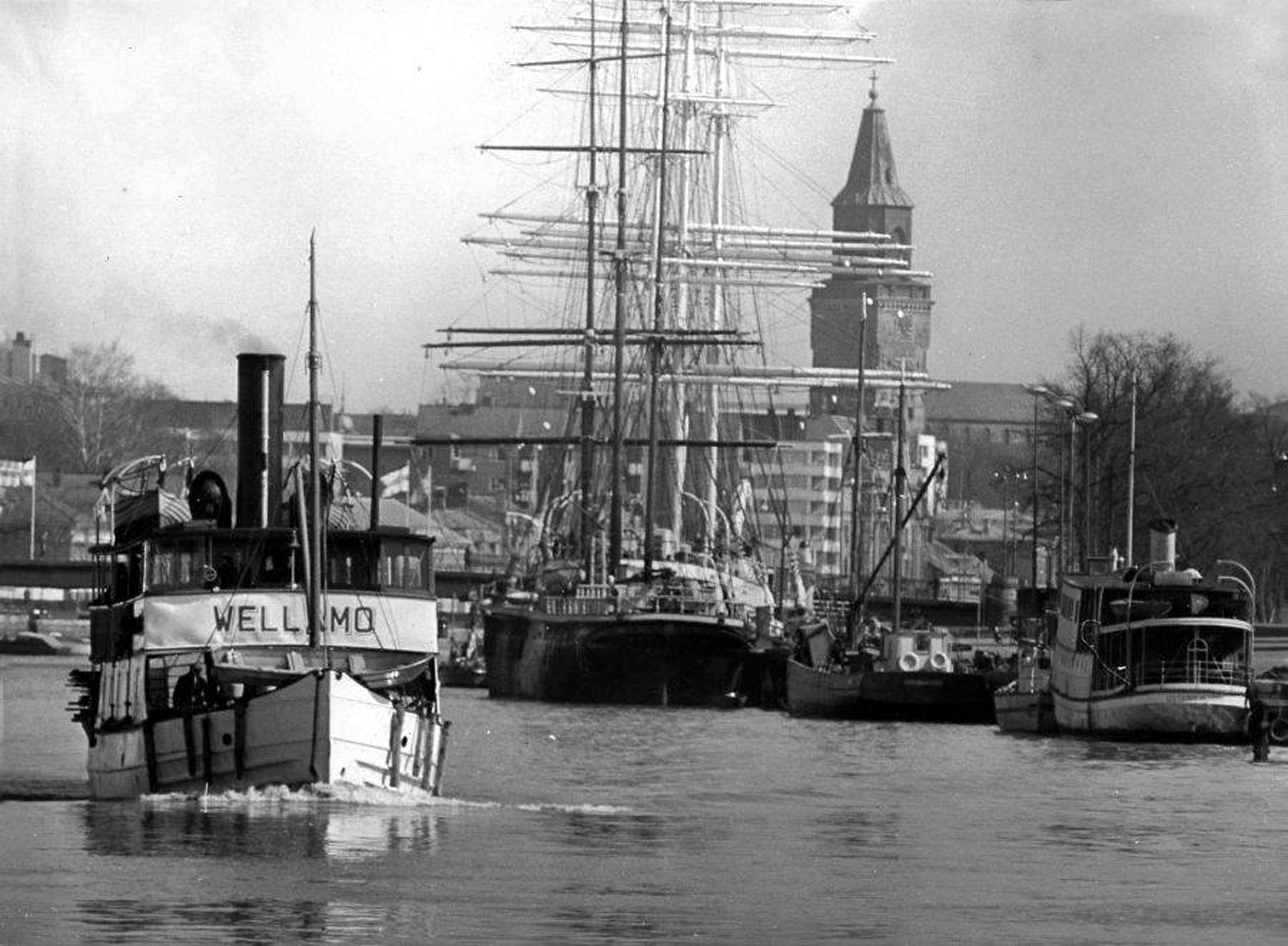
S/S Wellamo; 1906 gebaut
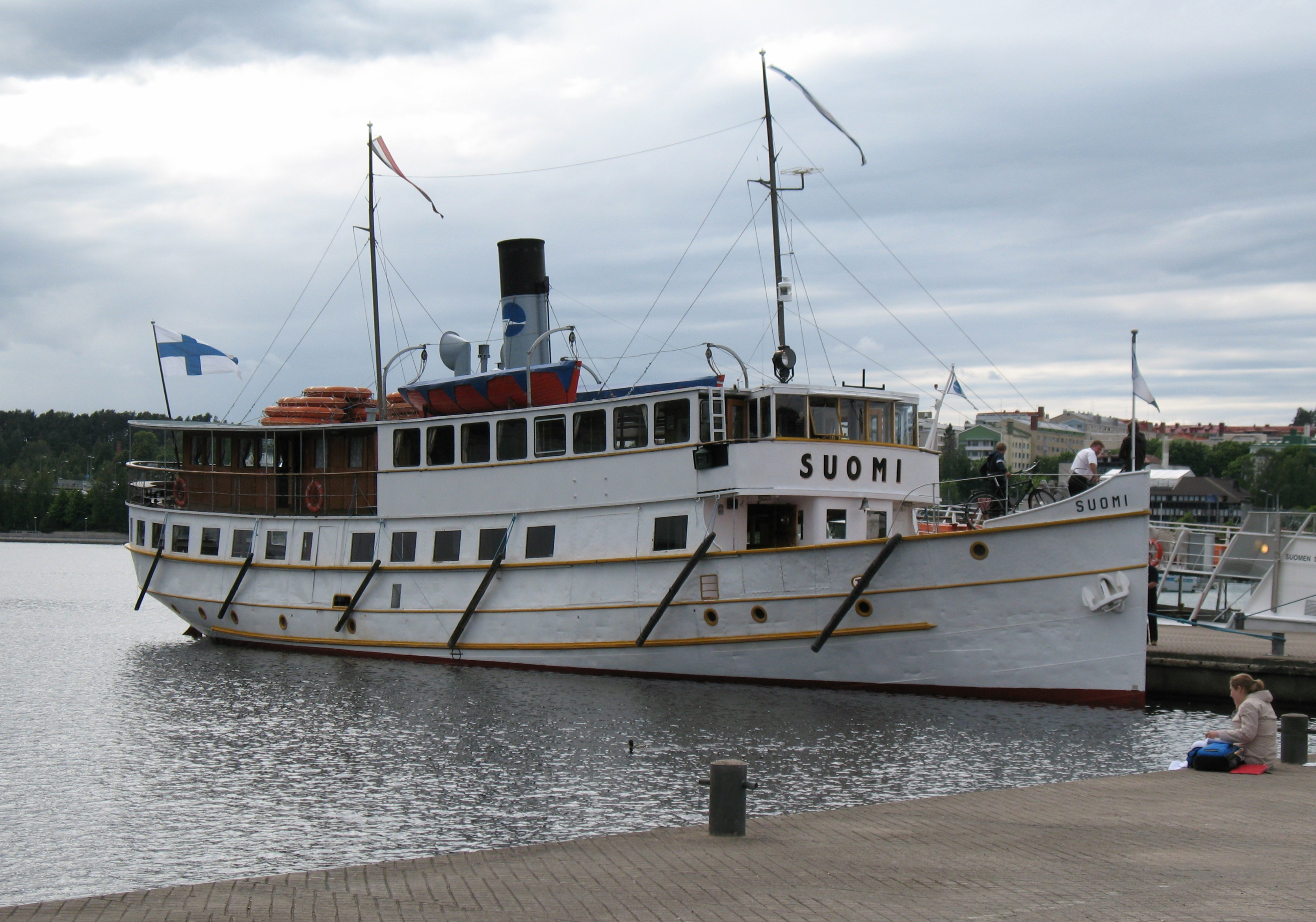
S/S Suomi; 1907 gebaut
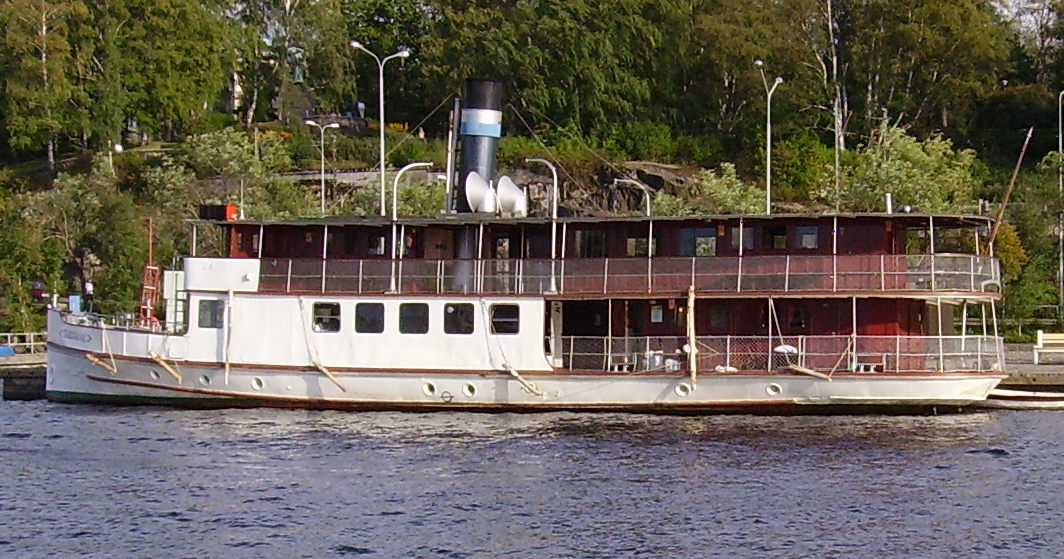
S/S Tarjanne; 1908 gebaut
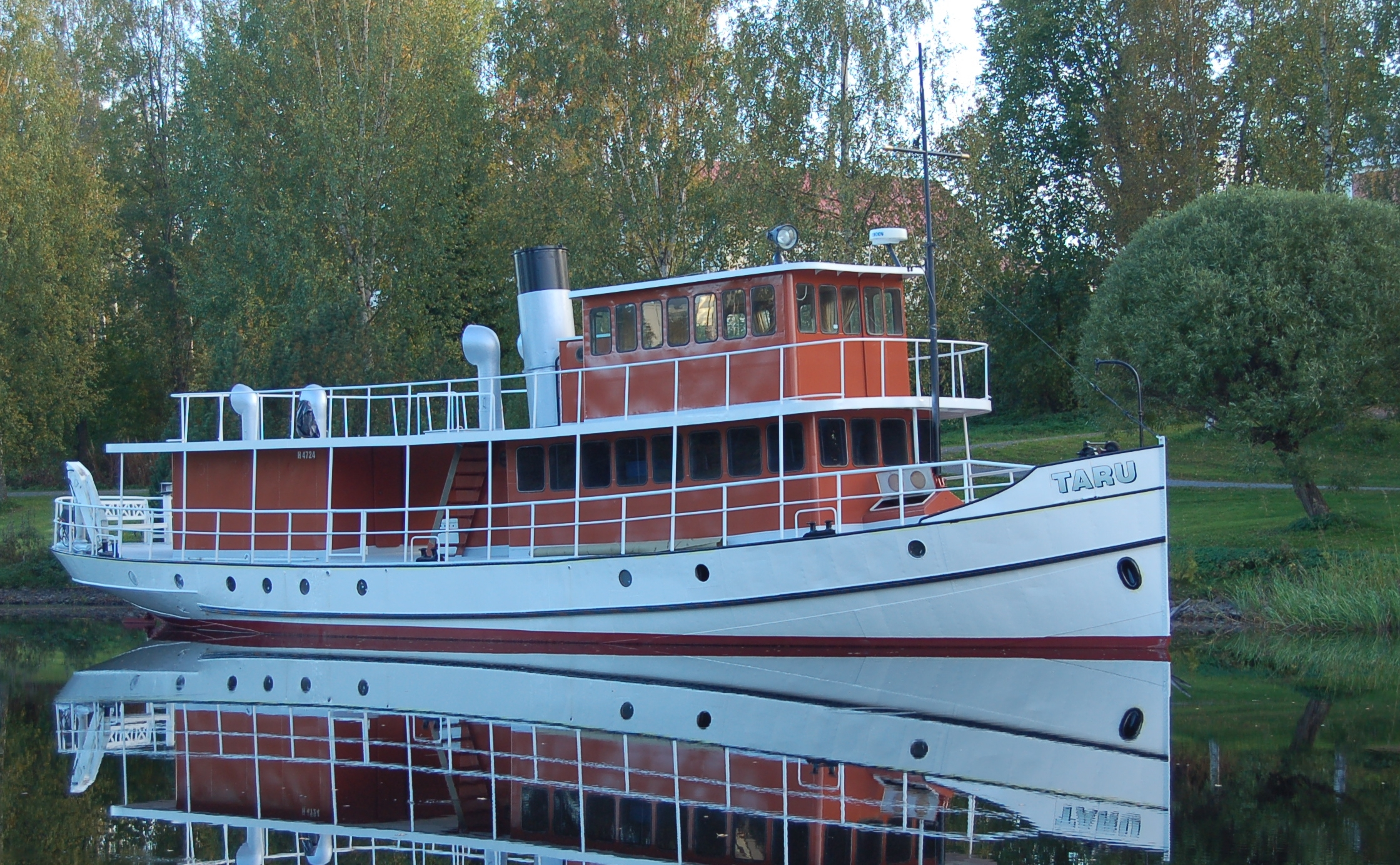
M/S Taru; 1919–1920 gebaut
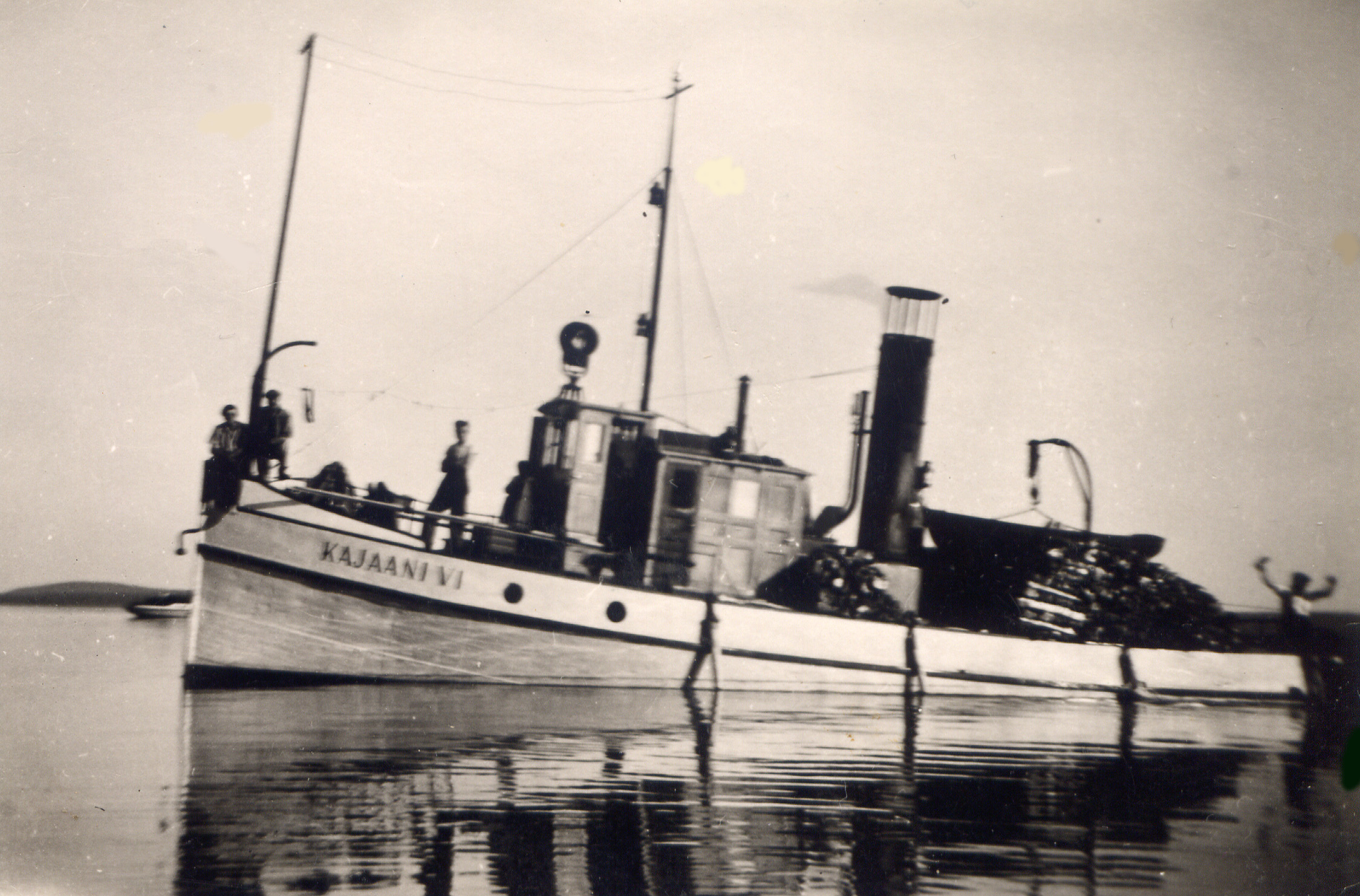
S/S Kajaani VI; 1921 gebaut
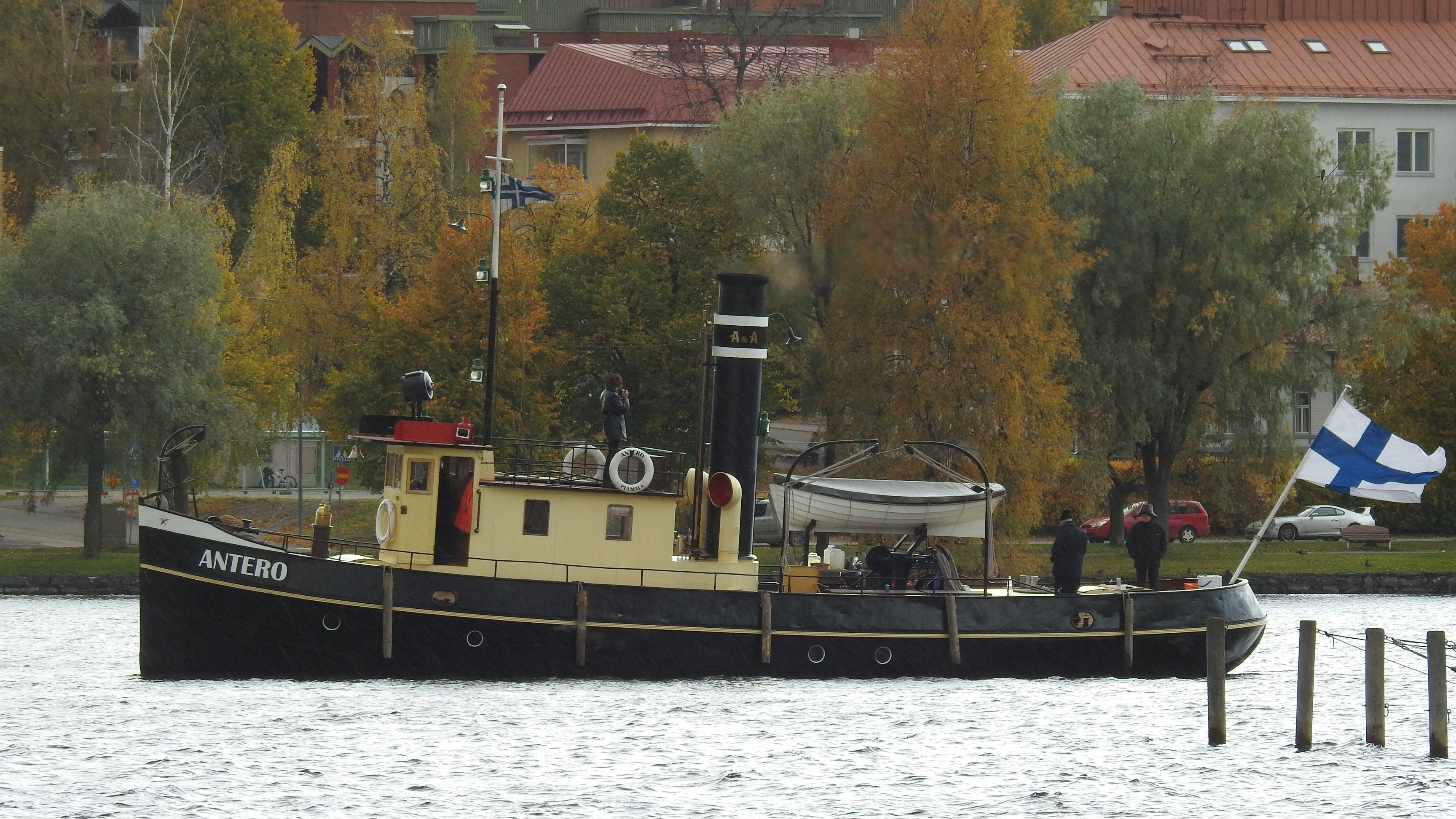
S/S Antero; 1924 gebaut